# Typhonia amica
Typhonia amica is een vlinder uit de familie zakjesdragers (Psychidae). De wetenschappelijke naam van deze soort is, als Melasina amica, voor het eerst geldig gepubliceerd in 1908 door Edward Meyrick. De combinatie in Typhonia werd in 2002 gemaakt door Vári et al.

## Type
- syntypes: 3 exemplaren, niet gespecificeerd
- instituut: BMNH, Londen, Engeland
- typelocatie: "Nyassaland [Malawi], Zomba, 3000 ft"